# Taizi (rivière)
La Taizi ( (太子河) est un cours d'eau de la Chine qui coule dans la province de Liaoning au nord-est du pays. Ce cours d'eau est long de 425 km et son bassin versant a une superficie de 13 883 km2. La Taizi après avoir conflué avec la Hun (rivière) forme la Daliao qui se jette dans le golfe de Bohai. Elle est considérée comme faisant partie du bassin versant de la rivière Liao dont elle était autrefois un affluent avant que cette dernière soit détournée pour limiter les crues.

## Cours de la rivière
La Taizi prend sa source dans une région montagneuse à l'est du bassin versant au pied du mont Pingdingshan qui culmine à 1 300 mètres. Elle se dirige vers l'ouest en traversant le massif montagneux de moyenne altitude couvert de forêts et peu peuplé. C'est sur cette partie du cours qu'a été construit le barrage de Guanyinge le plus important de tout le bassin versant. Peu avant de traverser sa première grande ville (Liaoyang) la rivière pénètre dans la plain inondable dans laquelle coule également les fleuves Liao et Hun. La rivière prend alors une direction sud-sud-ouest et son cours devient parallèle à celui de la Hun. Le confluent des deux rivières crée la rivière Daliao qui se jette dans le golfe de Bohai. C'était autrefois un affluent du Liao mais le cours de ce dernier a été détourné.

## Bassin versant
Le bassin versant de la Taizi est compris entre les longitudes 122° 25′ et 124° 55′ E et les latitudes 40° 28′ et 41° 39′ N. Il a une superficie de 13 883 km2 et est entièrement compris dans la province du Liaoning. La rivière traverse le territoire de 13 xians faisant partie de cinq villes-préféctures (Fushun, Benxi, Liaoyang, Shenyang et Anshan). La partie orientale du bassin versant (cours supérieur) est occupé par des reliefs boisés tandis que la partie occidentale dans laquelle circule le cours inférieur de la rivière est constitué par une plaine inondable dans laquelle est pratiquée une agriculture intensive. L'occupation des sols est la suivante : forêts (57,2 %), terres agricoles non irriguées (24 %), rizières (8,6 %), terrains bâtis (6,05 %).

## Principaux affluents
Les principaux affluents de la Taizi sont :
- la rivière Tang longue de 92 km avec un bassin versant de 1 228 km2. L'altitude du terrain drainé est comprise entre 150 et 900 mètres ;
- la rivière Baisha longue de 117 km avec un bassin versant de 2 070 km2. L'altitude du terrain drainé est comprise entre 100 et 500 mètres ;
- la rivière Xi longue de 91 km avec un bassin versant de 1 023 km2. L'altitude du terrain drainé est comprise entre 200 et 969 mètres.

## Débit et régime

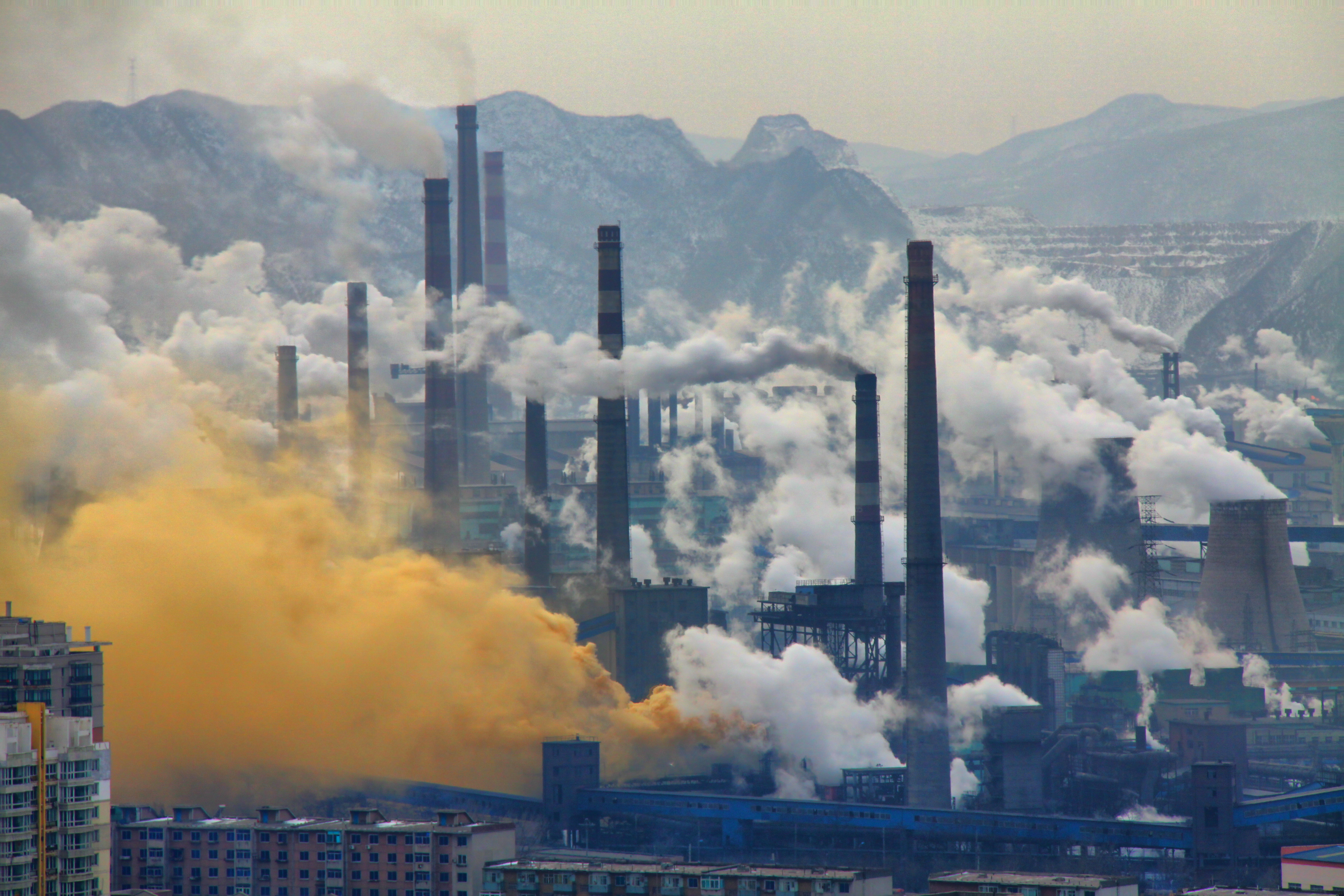
L'industrie lourde domine sur le cours inférieur de la Taizi : usines dans le district de Pingsham.

Le bassin versant de la Taizi bénéficie d'un climat continental tempéré à mousson caractérisé par des une saison chaude et pluvieuse, un hiver long, froid et ensoleillé et des automne et printemps de courte durée. La température moyenne décroit progressivement en remontant vers l'amont passante de 9,9 à 2,3 °C. Les différences de température dans l'année sont élevées avec des températures maximum en juillet comprises entre 22 et 24 °C et des températures minium en janvier comprises entre -9 et -17 °C. Les précipitations sont comprises entre 655 mm dans la plaine en aval et 954 mm en amont dans les montagnes. 60 à 70 des précipitations ont lieu entre juin et septembre.
Le bassin connait des périodes de sécheresse ou au contraire des crues violentes. Le débit moyen à la station de Tangmazai (94 % du bassin versant) est de 83,7 m3/s. Sur une période de 50 ans la rivière a connu à trois reprises des débits supérieurs à 5 000 m3/s. Le débit maximal a atteint la valeur de 18 100 m3/s durant la crue d'août 1960.

## Occupation humaine
Taizi signifie prince, fils d'empereur. Ce nom fait référence à une légende selon laquelle dans les temps anciens un prince exilé dans cette région aurait effectué de nombreux aménagements pour réduire les désastres naturels en particulier les inondations. La ville d'Ansham est considérée comme la capitale de l'acier. Durant les années 1960 l'Aciérie d'Ansham, dont la création avait été confirmée par Mao, était une entreprise célèbre et servait de modèle modèle pour l'industrie.
Le cours moyen et inférieur du bassin versant est densément occupé (villes de Benxi et surtout de Anshan et Liaoyang) avec une agriculture intensive et les zones industrielles les plus importantes du Liaoning. Cette partie de cette province comprend des mines de fer et de charbon qui ont permis l'installation d'une industrie métallurgique importante (29 % des 419 entreprises industrielles). Les autres secteurs présents sont l'industrie textile (25,9 %), l'industrie papetière (14,8 %), la pétrochimie (12,5 %).

## Aménagements
Le bassin versant de la Taizi comprend en 2018 58 réservoirs ont été construits destinés à contrôler les crues, irriguer les terres agricoles et fournir de l'énergie électrique. On décompte 50 petits réservoirs, 5 réservoirs de taille moyenne et trois grands réservoirs qui sont, :
- le plus grand des lacs de retenue est celui de Guanyinge en amont de Benxi d'une capacité de 2,68 milliards de m3 inauguré en 1995[5] ;
- le lac de retenue de Canwo/Jinwo situé en amont de Pingshan a une capacité de 791 millions de m3 et a été inauguré en 1972 ;
- le lac de retenue de Tanghe sur la rivière Tang a une capacité de 723 millions de m3 et a été inauguré en 1969.

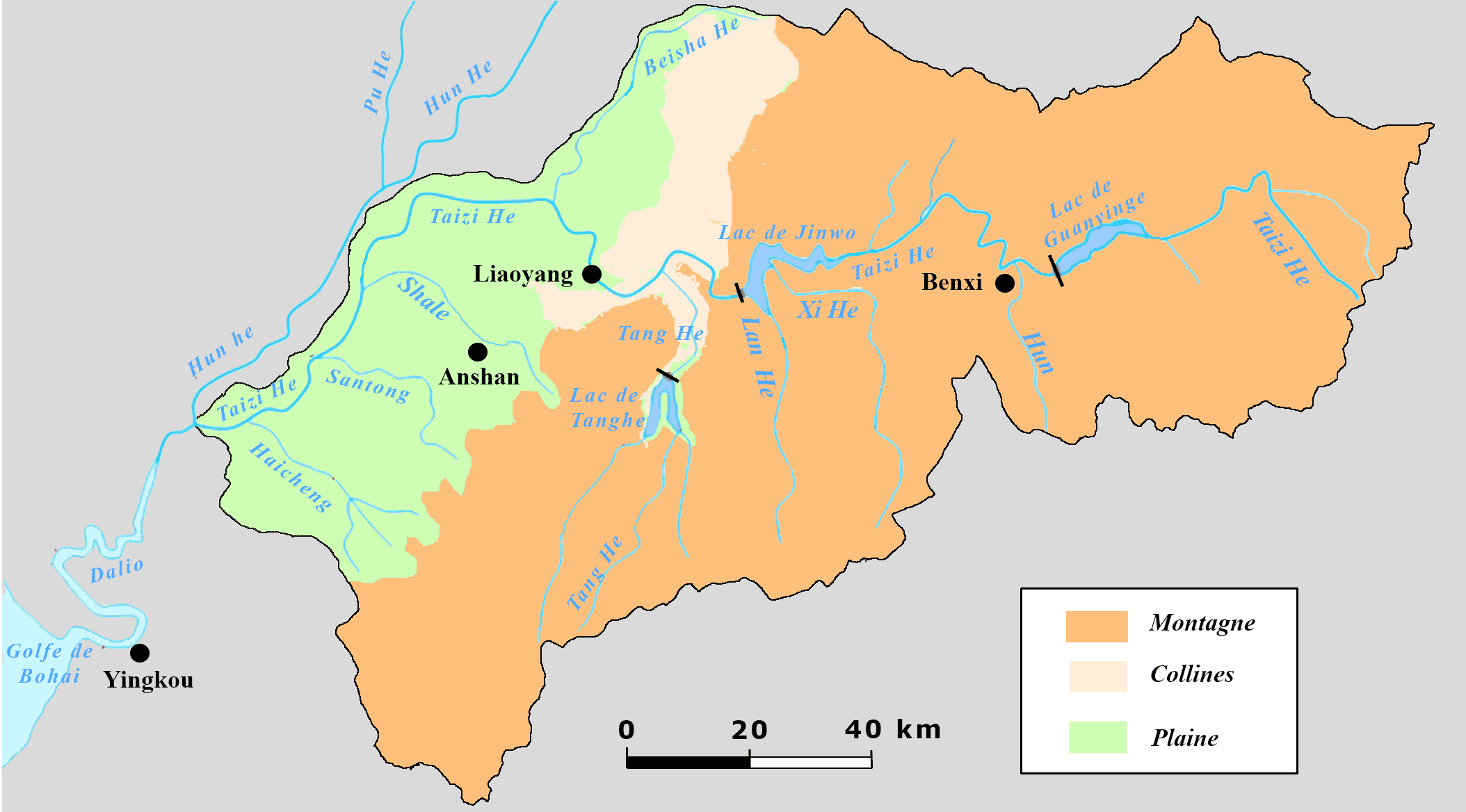
Bassin versant de la Taizi.